# TF1 S.A.
TF1 S.A. eller Groupe TF1 er en fransk mediekoncern, der bedst kendes for tv-netværket TF1. Koncernen blev etableret efter at TF1blev privatiseret i april 1987. Den største aktionær i selskabet er Bouygues, der ejer 43 %. Koncernen omfatter tv-station, tv-produktionsselskab, samt forskellig reklame, internet og forlag.

## Tv-produktion
- Newen - Paris-baseret tv-produktionsselskab
  - Capa Drama, Fransk banner
  - Telfrance, Fransk banner
  - Nimbus, Danmark
  - Tuvalu, Nederlandene
  - Pupkin, Nederlandene
  - De Mensen, Belgien
  - BlueSpirit, Canada
  - Reel One, Canada